# Al-Mustansir (Abbasside)
Pour l’article homonyme, voir Al-Mustansir.
Abû Ja`far al-Mustansir bi-llah al-Mansûr ben az-Zâhir, surnommé Al-Mustansir, est né en 1192. Il a succédé son père Az-Zâhir comme trente sixième calife abbasside en 1226. Il est mort le 5 décembre 1242. Son fils Al-Musta'sim lui a succédé.

## Biographie
Pendant son règne Al-Mustansir voit les Ayyoubides se disputer la Syrie et Jérusalem entre eux et avec les croisés de la sixième croisade.
En 1227, An-Nasir Dâ'ûd est devenu roi Ayyoubide de Damas.

### Sixième croisade
La même année 1227, Grégoire IX accéda à la charge pontificale. À sa requête, l'empereur romain germanique Frédéric II et son armée embarquèrent en direction de la Syrie Une épidémie les obligèrent à retourner en Italie. Frédéric est reparti vers la Syrie en 1228. Il arriva à Acre en septembre.
Al-Kamil, le sultan ayyoubide d’Égypte qui avait vaincu la cinquième croisade, avait rapidement partagé son territoire avec un de ses frères en Syrie, alors que son neveu An-Nasir Dâ'ûd revendiquait la Palestine. Le 18 février 1229, Fréderic signa un traité d'alliance avec Al-Kamil, valable dix ans, afin de s'allier avec lui contre Al-Nasir, en échange de la promesse de recouvrer la souveraineté sur Jérusalem, Nazareth et Bethléem. Fréderic n'obtint pas l'autorisation de rebâtir les murs de Jérusalem détruits par Malik al-Mu'azzam Musa en 1219, mais il entra en roi dans la ville Il se couronna lui-même roi le 18 mars.
Frédéric ne fut pas capable d'unifier les deux parties d'Acre, il n'eut pas le temps d'engager la guerre avant de devoir s'intéresser aux affaires politiques de la dynastie Ayyoubide.
Comme Frédéric avait à s'occuper d'autres affaires dans son pays, il quitta Jérusalem en mai
Le traité expira en 1239 et Jérusalem fut reprise par les Korasmiens en 1244.

### Fin du règne
Le dernier apport d’Al-Mustansir est sa contribution à la construction de la madrasa dite « Al-Mustansiriyya » de 1227 à 1233 sur la rive du Tigre. Il s'agissait à l'époque de la première « université » islamique, dont la spécificité était d'accueillir les quatre écoles juridiques de Bagdad (shafiite, hnbalite, hanafite, malikite). Cette madrasa est aujourd'hui une partie de l’université de Bagdad.